# Chiesa dei Santi Salvatore e Margherita
La chiesa prepositurale dei Santi Salvatore e Margherita è la parrocchiale di Busto Garolfo, in città metropolitana ed arcidiocesi di Milano; fa parte del decanato di Legnano.

## Storia
La prima citazione di una cappella bustese risale al Basso Medioevo ed è contenuta nel Liber Notitiae Sanctorum Mediolani, in cui si legge che era filiale della pieve di San Genesio di Dairago. Una situazione analoga è confermata nella Notitia Cleri del 1398; Busto venne eretta a parrocchiale nel 1464.
Nella prima metà del XVI secolo fu edificata la nuova chiesa - i lavori terminarono nel 1542 - la cui consacrazione fu impartita dall'arcivescovo Carlo Borromeo nel 1570; nel Seicento la facciata venne realizzata su disegno di Francesco Maria Richini.
Dalla relazione della visita pastorale compiuta nel 1753 dall'arcivescovo Giuseppe Pozzobonelli si legge che la parrocchiale aveva come filiali le cappelle di Santa Maria Maddalena e di San Remigio e l'oratorio della cascina Olcella; nel 1780 i fedeli risultavano ammontare a 1299.
Nel 1925 la chiesa bustese divenne sede di un vicariato foraneo in luogo, al quale fu aggregata nel 1928 anche la parrocchia di Olcella; l'edificio venne interessato da un rifacimento nel 1937, mentre la facciata fu costruita tra il 1960 e il 1961.
Con la nuova suddivisione territoriale dell'arcidiocesi voluta dall'arcivescovo Giovanni Colombo, nel 1972 il vicariato bustese venne soppresso e la chiesa passò al decanato di Legnano.

## Descrizione
La facciata a salienti della chiesa, rivolta a ovest, si compone di tre corpi: quello centrale presenta il portale d'ingresso, protetto da un piccolo protiro sostenuto da due colonne, e il rosone, mentre le due ali laterali sono caratterizzate da piccole semicolonne.
Annesso alla parrocchiale è il campanile a pianta quadrata, la cui cella presenta una monofora per lato.
All'interno sono conservate diverse opere di pregio, tra le quali il coro ligneo intagliato nel 1742 da Carlo Garavaglia, alcuni dipinti eseguiti nel Seicento da Giovanni Battista Crespi e altri da Carlo Naymiller due secoli dopo.